# Cyrille Thièry
Cyrille Thièry (Lausana, 27 de septiembre de 1990) es un deportista suizo que compitió en ciclismo en la modalidad de pista.
Ganó dos medallas de plata en el Campeonato Europeo de Ciclismo en Pista, en los años 2011 y 2018.
Participó en dos Juegos Olímpicos de Verano, ocupando el séptimo lugar en Río de Janeiro 2016 y el octavo lugar en Tokio 2020, en la prueba de persecución por equipos.

## Medallero internacional
| Campeonato Europeo | Campeonato Europeo        | Campeonato Europeo | Campeonato Europeo      |
| Año                | Lugar                     | Medalla            | Competición             |
| ------------------ | ------------------------- | ------------------ | ----------------------- |
| 2011               | Apeldoorn ( Países Bajos) | Medalla de plata   | Madison                 |
| 2018               | Glasgow ( Reino Unido)    | Medalla de plata   | Persecución por equipos |

## Palmarés
2008
- Gran Premio Rüebliland (Júnior)

2018
- 1 etapa del Rás Tailteann